# Jean Vallière
Pour les articles homonymes, voir Vallière (homonymie).
Jean Vallière, né à Acqueville vers 1483 et mort à Paris le 8 août 1523, est un religieux français. Condamné au bûcher, il est considéré comme le premier martyr protestant français. Il figure dans l'Histoire des martyrs de Jean Crespin, sous le nom de l'ermite de Livry.

## Biographie
Il est moine augustin, ermite de Livry en Normandie.
Il connait le théologien Jacques Lefèvre d'Étaples, qui anime le Cénacle de Meaux, fréquenté par des humanistes et réformateurs. En 1523, il est condamné pour hérésie et blasphème, ayant soutenu que Jésus était né de Joseph et de Marie. Après lui avoir arraché la langue, les bourreaux l'ont brûlé vif au Marché aux pourceaux, non loin de l'avenue actuelle de l'Opéra,. Le Parlement fit brûler le même jour une « grosse quantité des livres de Luther » devant la cathédrale Notre-Dame.
La même année 1523, un certain Roland Greslet est lui aussi condamné au bûcher à Chartres, après avoir brisé une statue de la Vierge Marie dans la cathédrale le 21 septembre, mais ses motivations sont obscures.